# تپه و گورستان شاه
تپه و قبرستان شاه مربوط به دوران پیش از تاریخ ایران باستان - است و در شهرستان قروه، بخش دهگلان، روستای باغچه مریم واقع شده و این اثر در تاریخ ۱۹ مرداد ۱۳۸۴ با شمارهٔ ثبت ۱۲۷۹۴ به‌عنوان یکی از آثار ملی ایران به ثبت رسیده است.